# Moa-nalo
Col nome Moa-nalo si identifica un gruppo di anatre giganti estinte vissute nelle isole Hawaii, dove rappresentarono gli unici grandi animali erbivori per più di 3 milioni di anni, per poi estinguersi con l'arrivo dei colonizzatori polinesiani sulle isole.

## Descrizione e tassonomia
Le moa-nalo (in lingua hawaiiana "pollame perso") sono rimaste sconosciute alla scienza per secoli, essendosi estinte prima dell'arrivo del capitano James Cook alle Hawaii nel 1778.
Nel 1980, i loro resti subfossili furono scoperti fra le dune sabbiose di Molokai Kauai, seguiti da altri ritrovamenti nelle altre isole principali, nei tunnel di lava e sui fondi dei laghi.
Finora se ne conoscono quattro specie, divise in tre generi:
- Genere Chelychelynechen
  - Chelychelynechen quassus, di Kauai.
- Genere Ptaiochen
  - Ptaiochen pau, di Maui.
- Genere Thambetochen
  - Thambetochen xanion di Oahu,
  - Thambetochen chauliodous di Maui, Lānai e Molokai.

Chelychelynechen ("oca dal becco di tartaruga"), come dice il nome, aveva un becco grosso e robusto, mentre gli altri due generi possedevano nei becchi delle seghettature note come pseudodenti.
Tutte le specie erano piuttosto grandi, con un peso compreso fra i 4 ed i 7,5 kg, e tutte erano incapaci di volare.

## Origini ed evoluzione
Dal DNA mitocondriale presente in alcuni fossili, si è potuto procedere ad analisi approfondite per stabilire con quali specie di anatidi questi animali fossero più o meno imparentati; contrariamente alle aspettative, le moa-nalo non sono imparentate con le grosse oche (Anserinae), bensì con le anatre del genere Anas. La risoluzione delle analisi non è abbastanza alta da poter consentire di stabilire anche il grado di parentela con le varie specie, anche se si pensa che il parente più stretto di questi animali (e probabilmente anche quello da cui essi hanno avuto origine) sia l'anatra del Pacifico.

## Comportamento
Questi animali, come suggerito dalla forma e dalle dimensioni del becco, erano gli unici grandi erbivori presenti nell'intero arcipelago; dai coproliti ritrovati, si è dedotto che preferivano nutrirsi di foglie, in particolare di felci (come Asplenium nidus o Dryopteris wallichiana).
La presenza di spine su fusti e germogli di molte piante (in particolare quelle del genere Cyanea) è molto singolare per piante viventi in ambienti insulari, dove tali adattamenti vengono spesso persi (ad esempio nel lampone delle Hawaii); se ne deduce, quindi, che tali spine sarebbero state sviluppate in un secondo momento, come protezione dalle moa-nalo.

## Estinzione
Le moa-nalo si estinsero assieme a molte altre specie dopo l'arrivo dei coloni polinesiani alle Hawaii.
Questi grossi e lenti animali, privi di ogni timore istintivo poiché non avevano nemici naturali, dovettero rappresentare una fonte di cibo primaria per i primi colonizzatori; il colpo di grazia a questa specie già in forte declino fu dato dai mammiferi introdotti sulle isole, che competevano con le moa-nalo per il cibo ed in alcuni casi le predavano attivamente.